# Spio gaucha
Spio gaucha är en ringmaskart som beskrevs av Orensanz och Gianuca 1974. Spio gaucha ingår i släktet Spio och familjen Spionidae. Inga underarter finns listade i Catalogue of Life.